# آرتور ادوین هیل
آرتور ادوین هیل (انگلیسی: Arthur Edwin Hill؛ زادهٔ ۹ ژانویهٔ ۱۸۸۸) بازیکن واترپلو اهل بریتانیا بود.